# بلال سليماني
بلال سليماني هو مدرب كرة قدم ولاعب كرة قدم جزائري في مركز الهجوم، ولد في 28 أبريل 1989 في الجزائر. شارك مع منتخب الجزائر تحت 23 سنة لكرة القدم. أما مع النوادي، فقد لعب مع مولودية الجزائر ونادي بارادو.

## وصلات خارجية
- بلال سليماني على موقع قاعدة بيانات كرة القدم.إي يو (الإنجليزية)
- بلال سليماني على موقع Soccerway.com (الإنجليزية)